# Franco Fasciana
Franco José Fasciana Ordoñez (Barinas, 9 mei 1990) is een voetballer uit Venezuela. Hij speelt vanaf 2009 als middenvelder bij het Spaanse Real Oviedo.
Fasciana speelde in de jeugd bij Monagas Sport Club. Vanaf 2007 kwam hij uit voor Unión Atlético Maracaibo, een team uit de Primera División Venezolana. Met deze club was de middenvelder in 2008 verliezend finalist in de Copa Venezuela. In juni 2008 werd Fasciana gecontracteerd door FC Barcelona, waar hij in het seizoen 2008/2009 in het tweede elftal zou gaan spelen. Uiteindelijk kwam hij bij de Juvenil A, het hoogste jeugdelftal van de club, te spelen waarmee hij in 2009 de regionale groep van de División de Honor en de Copa de Campeones won. In 2009 vertrok hij naar Real Oviedo. Fasciana speelt in de jeugdelftallen van Venezuela.

## Statistieken
| seizoen | club                     | land      | competitie                  | wed. | doelp. |
| ------- | ------------------------ | --------- | --------------------------- | ---- | ------ |
| 2007/08 | Unión Atlético Maracaibo | Venezuela | Primera División Venezolana | 16   | 0      |
| 2008/09 | Barça Atlètic            | Spanje    | Segunda División B          | 0    | 0      |

Bijgewerkt 04-06-2008